# Молочай дыневидный
Молоча́й дыневи́дный, Молочай дынеобразный (лат. Euphórbia melofórmis) — многолетнее суккулентное растение; вид рода Молочай (Euphorbia) семейства Молочайные (Euphorbiaceae).

## Морфология

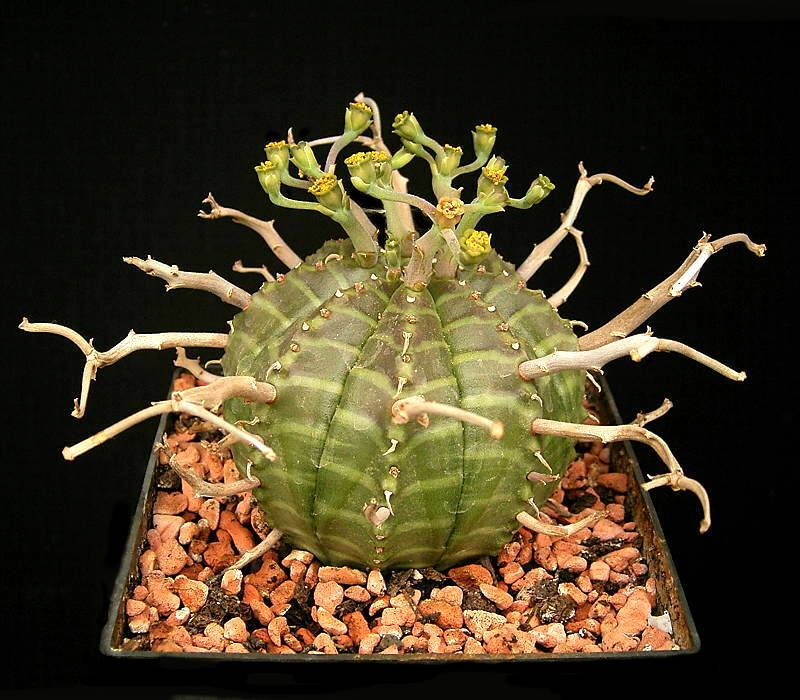
Цветущее растение

Круглое суккулентное однодомное растение зелёного цвета с пурпуровыми полосками и с 8—12 рёбрами. По внешнему виду напоминает молочай тучный (Euphorbia obesa), но с маленькими жёлтыми циатиями на длинных цветоножках, которые засыхают и остаются на растении после цветения.

## Распространение
Южная Африка: ЮАР (Капская провинция).
Растёт в трёх разъединённых географически областях: в долине реки Зарткопс северо-западнее Порт-Элизабет, вблизи океана; более, чем в 100 км на восток от Грехемстоуна и также более, чем в 100 км на восток от Грехемстоуна, но немного севернее Педди.

## Практическое использование
Выращивается в качестве декоративного комнатного растения. Предпочитает солнечные места. Растёт лучше на почве с минеральными удобрениями, требуется хороший дренаж, умеренный полив летом и его отсутствие зимой. Может вынести умеренную тень. Растёт медленно, может оставаться на одном месте и на одной той же почве в течение многих лет. Размножается семенами.

## Таксономическая таблица
|  |                                      |  |                                                             |                                                             |                      |  | ещё 36 семейств (согласно Системе APG II), в том числе Маковые | ещё 36 семейств (согласно Системе APG II), в том числе Маковые |                         |  |  |  | ещё ≈2000 видов |
|  |                                      |  |                                                             |                                                             |                      |  | ещё 36 семейств (согласно Системе APG II), в том числе Маковые | ещё 36 семейств (согласно Системе APG II), в том числе Маковые |                         |  |  |  | ещё ≈2000 видов |
|  |                                      |  |                                                             | порядок Мальпигиецветные                                    |                      |  |                                                                |                                                                | род Молочай (Euphorbia) |  |  |  |                 |
|  |                                      |  |                                                             | порядок Мальпигиецветные                                    |                      |  |                                                                |                                                                | род Молочай (Euphorbia) |  |  |  |                 |
|  | отдел Цветковые, или Покрытосеменные |  |                                                             |                                                             | семейство Молочайные |  |                                                                |                                                                | вид Молочай дыневидный  |  |  |  |                 |
|  | отдел Цветковые, или Покрытосеменные |  |                                                             |                                                             | семейство Молочайные |  |                                                                |                                                                |                         |  |  |  |                 |
|  |                                      |  | ещё 44 порядка цветковых растений (согласно Системе APG II) | ещё 44 порядка цветковых растений (согласно Системе APG II) |                      |  |                                                                | ещё >300 родов                                                 | ещё >300 родов          |  |  |  |                 |
|  |                                      |  |                                                             | ещё 44 порядка цветковых растений (согласно Системе APG II) |                      |  |                                                                |                                                                | ещё >300 родов          |  |  |  |                 |

### Подвиды
В пределах виды выделяются два подвида:

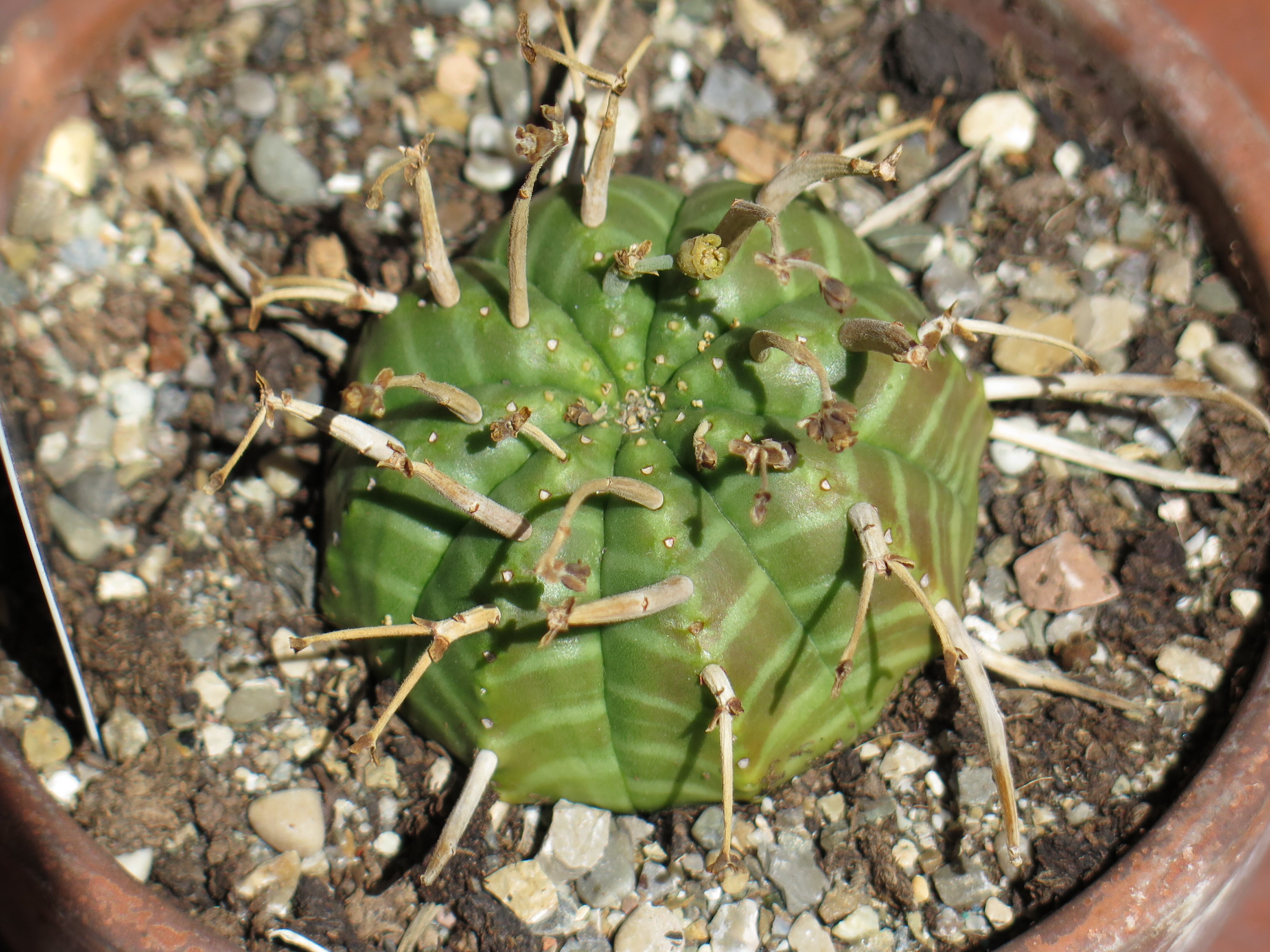
Молочай дыневидный

- Euphorbia meloformis subsp. meloformis
- Euphorbia meloformis subsp. valida (N.E.Br.) G.D.Rowley